# SK Austria Klagenfurt
Sportklub Austria Klagenfurt é um clube de futebol austríaco com sede em Caríntia, Klagenfurt. Atualmente, disputa a Primeira divisão Austríaca.